# Domodiedowo
Domodiedowo (ros. Домодедово) – miasto w Rosji, w obwodzie moskiewskim położone 37 km na południe od Moskwy.
Miejscowość założona w 1900 roku w związku z powstaniem linii kolejowej, w sąsiedztwie wsi Domodiedowo wymienianej już w 1410 roku. Prawa miejskie od 1947.
W 1962 kilka kilometrów od miasta otwarto tu największy w ZSRR port lotniczy, znany jako Moskwa-Domodiedowo (wraz z lotniskami Szeremietiewo i Wnukowo należy do Moskiewskiego Węzła Lotniczego).
W mieście rozwinął się przemysł maszynowy, materiałów budowlanych, włókienniczy oraz odzieżowy.
W mieście zmarła jedna z najsławniejszych rosyjskich poetek Anna Achmatowa.
Urodziła się tutaj Anna Sorokin, oszustka działająca w USA pod nazwiskiem Anna Delvey.